# 27 janvier 1988
Le mercredi 27 janvier 1988 est le 27e jour de l'année 1988.

## Naissances
- Étienne Hubert, kayakiste français
- Alexandra Purvis, actrice canadienne
- Alice Burdeu, mannequin australienne
- Denny Kearney, hockeyeur sur glace américain
- Kamil Pietras, joueur de basket-ball polonais
- Kerlon, footballeur brésilien
- Liene Karsuma, athlète lettone
- Liu Wen, mannequin chinois
- Mads Pieler Kolding, joueur de badminton danois
- Maja Vtič, sauteuse à ski slovène
- Marc Welti, joueur de hockey sur glace suisse
- Blaaz, compositeur béninois
- Morgan Staigre, handballeur français
- Nataša Ševarika, volleyeuse serbe
- Shay Spitz, joueur de football néo-zélandais
- Silvana Papini, volleyeuse brésilienne
- Sonia Halliche, athlète algérienne
- Vladimir Fernández, coureur cycliste costaricien
- Zoran "Zoki" Vujović (mort le 21 février 2008), manifestant serbe

## Décès
- Guy Sanche (né le 5 juillet 1934), acteur canadien
- Massa Makan Diabaté (né en 1938), historien et écrivain malien

## Événements
- Création du nom de domaine .ie